# Cràter d'Elbow
El cràter d'Elbow és un cràter de meteorit a Saskatchewan (Canadà). Mesura uns vuit quilòmetres de diàmetre, amb una edat estimada de 395 ± 25 milions d'anys (durant el període Devonià). El cràter no està exposat a la superfície.